# Сардара
Сардара (итал. Sardara) — коммуна в Италии, располагается в регионе Сардиния, подчиняется административному центру Южная Сардиния.
Население составляет 3 963 человек (30-06-2019), плотность населения составляет 70,48 чел./км². Занимает площадь 56,23 км². Почтовый индекс — 9030. Телефонный код — 070.
Покровительницей коммуны почитается Пресвятая Богородица (Santa Maria de is Aquas), празднование в предпоследний понедельник сентября. Также в коммуне особо празднуется Успение Пресвятой Богородицы.

## Примечание
1. ↑  Statistiche demografiche ISTAT. demo.istat.it. Дата обращения: 16 ноября 2019. Архивировано 24 июля 2019 года.